# Aubrey Diller
Aubrey Diller (* 15. Juli 1903 in Diller, Nebraska; † 5. September 1985 in Monroe County, Indiana) war ein US-amerikanischer Klassischer Philologe.

## Leben und Werk
Aubrey Diller studierte Klassische Philologie an der University of Nebraska-Lincoln (Bachelor 1925, Master 1927) und an der University of Illinois at Urbana-Champaign, wo er 1930 zum Ph. D. promoviert wurde. Von 1930 bis 1934 lehrte er als Griechischdozent an der University of Michigan. Nach einem Forschungsstipendium des American Council of Learned Societies (1935/36) lehrte er von 1936 bis 1938 am Heidelberg College in Tiffin (Ohio) und ab 1938 als Assistant Professor of Greek an der Indiana University Bloomington. 1954 wurde er zum Full Professor of Greek ernannt und 1968 emeritiert.
Dillers Forschungsarbeit konzentrierte sich auf die Überlieferungsgeschichte der antiken griechischen Schriftsteller, insbesondere der Geographen und Mythographen. Im Jahr 1951/1952 war er Guggenheim Fellow; 1961 folgte ein Forschungsaufenthalt an der Dumbarton Oaks Research Library.
Diller starb infolge eines Sturzes im Morgan-Monroe State Forest im Monroe County, Indiana.

## Schriften (Auswahl)
- Race Mixture among the Greeks before Alexander (= Illinois Studies in Language and Literature. 20, 1/2, ISSN 0073-5175). University of Illinois, Urbana IL 1937, (Zugleich: Urbana (Illinois), University, Dissertation, 1930).
- The tradition of Stephanus Byzantius. In: Transactions and Proceedings of the American Philological Association. Bd. 69, 1938, ISSN 0065-9711, S. 333–348, doi:10.2307/283183.
- The tradition of the minor Greek geographers (= American Philological Association. Philological Monographs. 14, ZDB-ID 418575-4). American Philological Association, New York NY u. a. 1952, (Unchanged Reprint. Hakkert, Amsterdam 1986, ISBN 90-256-0877-9).
- Claudius Ptolemaeus: Geographia. Edidit C. F. A. Nobbe. Cum introductione a Aubrey Diller. Hildesheim 1966, (Reprografischer Nachdruck der Stereotyp-Ausgabe Leipzig 1843–1845. 3 Bände in 1 Band).
- The Textual Tradition of Strabo’s Geography. With appendix: The Manuscripts of Eustathius' Commentary on Dionysius Periegetes. Hakkert, Amsterdam 1975, ISBN 90-256-0728-4.
- Studies in Greek Manuscript Tradition. Hakkert, Amsterdam 1983, ISBN 90-256-0837-X.